# Мэрион Эй

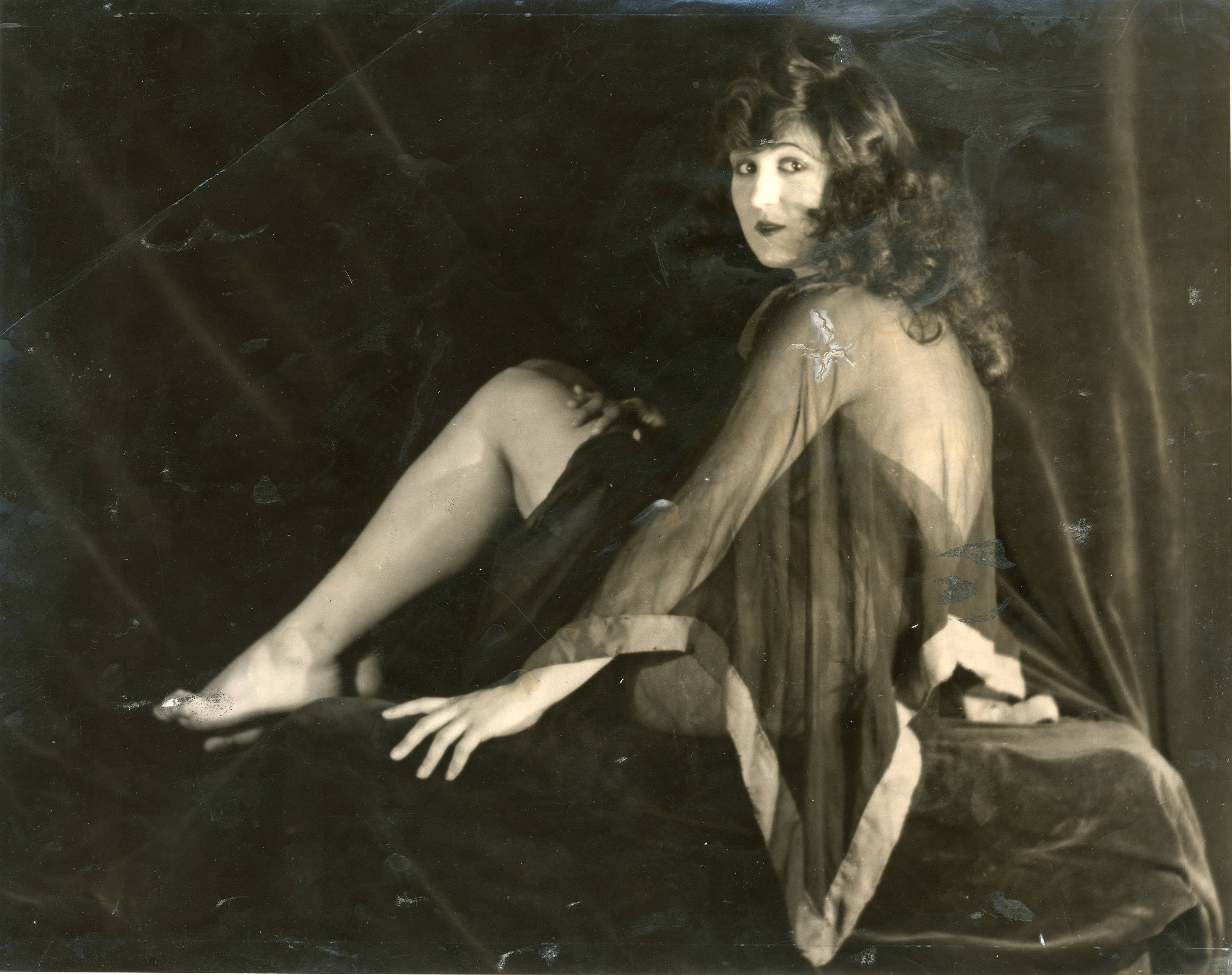

Мэрион Эй (англ. Marion Aye; 5 апреля 1903, Чикаго — 21 июля 1951, Голливуд) — американская актриса
 театра и кино.

## Биография
Её отец был юристом, который перевез семью в Калифорнию. Начала свою карьеру в Balboa Studios. Когда ей было пятнадцать лет, Мэрион солгала о своем возрасте, чтобы сбежать с оператором Шерманом Пласкеттом. Через год он скончался. После переезда в Нью-Йорк работала в журнале Bothwell Browne’s Revue, снималась в купальных костюмах.
В 1921 году попала в заголовки газет, когда стала первой звездой, подписавшей контракт с пунктом о морали.

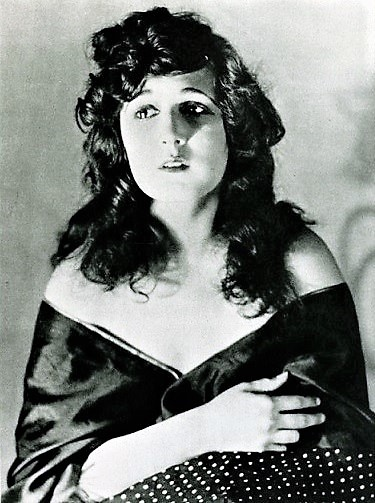
Мэрион в 1922 г

В 1922 году попала в список рекламной компании WAMPAS Baby Stars, состоящий из тринадцати молодых актрис, которым прочили звёздное будущее. Попавшие в этот список девушки получали обширную рекламную поддержку в прессе, и многие из них действительно стали известными актрисами.
Марион исполнила роли в около 30 фильмах. Часто снималась в вестернах. Её последняя роль в кино была в драме 1930 года «Вверх по реке». Марион продолжала работать на сцене и на радио. Она страдала депрессией и в 1935 году попыталась покончить жизнь самоубийством. В 1951 году попыталась вернуться на экраны и прошла прослушивание на роль на телевидении. Не получив роль, впала в депрессию. 10 июля 1951 года проглотила большое количество яда в мотеле Калвер-Сити. Была госпитализирована, но скончалась одиннадцать дней спустя в возрасте сорока восьми лет.
Трижды была замужем.

## Избранная фильмография
- Hearts and Flowers (1919)
- Pretty Lady (1920)
- The Hick (1921)
- Montana Bill (1921)
- The Vengeance Trail (1921)
- Streak of Yellow (1922)
- Double Reward (1922)
- No Man’s Gold (1922)
- Phantom of the Hills (1922)
- West Meets East (1922)
- His Brother’s Blood (1922)
- The Claim Jumpers (1922)
- The Weak-End Party (1922)
- The Punctured Prince (1922)
- The Eternal Three (1923)
- The Meanest Man in the World (1923)
- The Last Man on Earth (1924)
- The Roughneck (1924)
- Irene (1926)

Похоронена на кладбище Форест-Лаун.